# كرسول لبني
كرسول لبني (الاسم العلمي:Crassula lactea) هو نوع من النباتات يتبع جنس الكرسول من الفصيلة الكرسولية.